# Adam Curtis

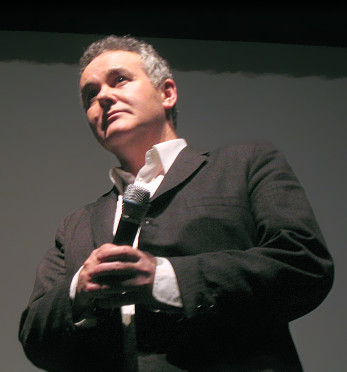
Adam Curtis

Adam Curtis (Dartford, 26 mei 1955) is een Britse documentairemaker die werk op zijn naam heeft staan als schrijver, producer, televisieregisseur en voice-over. Hij is in dienst van het BBC Nieuws.

## Biografie
Hij studeerde sociale wetenschappen aan de Universiteit van Oxford. Daar gaf hij vervolgens een tijd les in politicologie en begon hij een PhD, maar uiteindelijk geraakte hij gedesillusioneerd in de academische wereld. Hij ging in 1983 aan de slag bij de BBC. 
Curtis is met name bekend om het maken van programma's die een duidelijk, soms controversieel standpunt verkondigen over het vertoonde onderwerp. De voice-over hiervoor verzorgt hij doorgaans zelf. In zijn documentaires onderzoekt hij aspecten van de sociologie, psychologie, filosofie en politieke geschiedenis. Hij maakt gebruik van collage en contrasterende muziek. 
Hij is geïnspireerd door de socioloog Max Weber. Volgens hem stelt deze het Marxisme in vraag, dat zegt dat alles gebeurt wegens economische krachten in de samenleving.

## Documentaires
- 1988: An Ocean Apart. Episode One "Hats Off to Mr. Wilson” - Over hoe de Verenigde Staten betrokken raakten bij de Eerste Wereldoorlog
- 1992: Pandora's Box - Een onderzoek naar de gevaren van technocratie en politieke rede. Beloond met een BAFTA Award voor beste op feiten gebaseerde serie.
- 1995: The Living Dead - Een onderzoek naar hoe geschiedenis en herinnering - zowel nationaal als individueel - gebruikt zijn door onder meer politici.
- 1996: 25 Million Pounds - Een studie naar Nick Leeson en het instorten van de Barings Bank. Won als 'Best Science and Nature Documentary' in het San Francisco International Film Festival (1998).
- 1997: The Way of the Flesh - Over Henrietta Lacks, de "vrouw die nooit zal sterven". Won de 'Golden Gate Award' van het San Francisco Film Festival.
- 1999: The Mayfair Set - Een beschouwing over de kapitalistische machten die de vrije hand kregen tijdens het bewind van Margaret Thatcher. Met speciale aandacht voor de opkomst van David Stirling, Jim Slater, James Goldsmith en Tiny Rowland, allen lid van de Clermont Set in de jaren zestig van de 20e eeuw. Beloond met de BAFTA Award voor beste op feiten gebaseerde serie in 2000.
- 2002: The Century Of The Self (BBC Two) - Een documentaire over de opkomst van het individualisme van Sigmund Freud en hoe dat leidde tot Edward Bernays' consumptiemaatschappij. Beloond met de Broadcast Award voor beste documentaire serie en de Longman-History Today Award voor historische film van het jaar.
- 2004: The Power of Nightmares (BBC Two) - Suggereerde een parallel tussen de opkomst van het islamisme in de Arabische wereld en het neoconservatisme in de Verenigde Staten, in die zin dat beide een mythe van een gevaarlijke vijand opbliezen om mensen aan hun zijde te krijgen.
- 2007: The Trap - What Happened to our Dream of Freedom (BBC Two, werktitel Cold Cold Heart) - Een serie over wat we (nog) onder vrijheid verstaan in de 21e eeuw.
- 2011: All watched over by machines of loving grace (BBC Two) - Over Ayn Rand, objectivisme, cybernetica en zelfzuchtige genen.
- 2015: Bitter Lake (BBC Two) Over de invloed van Groot-Brittannië en Rusland in Afghanistan vanaf de 19e eeuw en van de Verenigde Staten en Saudi-Arabië vanaf halverwege de 20e eeuw.
- 2016: HyperNormalisation Waarin de verhoudingen tussen de Westerse wereld (met name de VS) en Syrië worden uitgetekend. Onderwerpen als de opkomst van zelfmoordterrorisme en personen als Hafiz al-Assad, Moammar al-Qadhafi en Donald Trump komen aan bod.
- 2021: Can't Get You Out of My Head Over geld, macht, liefde, imperia, revolutie, complotdenken en artificiële intelligentie. Een emotionele geschiedenis van de wereld.
- 2022: Russia 1985–1999: TraumaZone Over de ineenstorting van de Sovjet-Unie.

- Bibsys: 10048391
- Catàleg d'autoritats de noms i títols de Catalunya: 981058509431506706
- Gemeinsame Normdatei: 1203587767
- International Standard Name Identifier: 0000 0000 4684 4429
- Library of Congress Control Number: no2007083194
- MusicBrainz: 194edd21-7f6a-4849-ae85-2c6545cab719
- Système universitaire de documentation: 268200777
- Virtual International Authority File: 53931269
- WorldCat: E39PBJr3m7p9wFjWRtC9vXvj4q